# Трубицыны
Трубицыны — древний дворянский род.
Борису Семёнову Трубицыну от Великого Государя Царя и Великого Князя Алексея Михайловича за службу и храбрость (1671) его пожаловано… его окладу 200 четвертей и вотчину в Казиевском уезде в Люденском стану, что было Сельцо Павловское Матово тож с крестьянами со всеми ему жалованы (30 июня 1779).
Дмитрий Иванов Трубицын и сыновья его внесены во II часть дворянской родословной книги по Тульской губернии.
Определением Орловского дворянского депутатского собрания, род Трубицыных внесён в VI часть родословной книги.

## Описание герба
На щите, имеющем голубую вершину, крестообразно положены две шпаги с золотыми эфесами, остроконечием обращенные вверх, на средине оных изображен золотой крест. В нижнем пространном красном поле, на серебряной полосе, перпендикулярно означены две горящие гранаты, а по сторонам сей полосы находится по одной золотой трубе.
На щите дворянский коронованный шлем. Нашлемник: три страусовых пера. Намёт на щите красный, подложенный золотом.

## Известные представители
- Трубицын Борис Семёнович - московский дворянин (1668), походный московский дворянин царицы Натальи Кирилловны (1677).
- Трубицын Мартын Борисович - московский дворянин (1672).
- Трубицын Афанасий Михайлович - московский дворянин (1692)[2].
- Трубицын - майор, умер от ран (1813), его имя занесено на стену храма Христа Спасителя в г. Москва.